# Aleksander Radziszewski
Aleksander Radziszewski herbu Niezgoda (zm. przed 24 kwietnia 1670 roku) – kasztelan podlaski od 1666 roku, kasztelan liwski do 1666 roku, podkomorzy drohicki w latach 1663-1664.
Lustrator królewszczyzn Prus Królewskich w 1664 roku.